# Chrysler Voyager

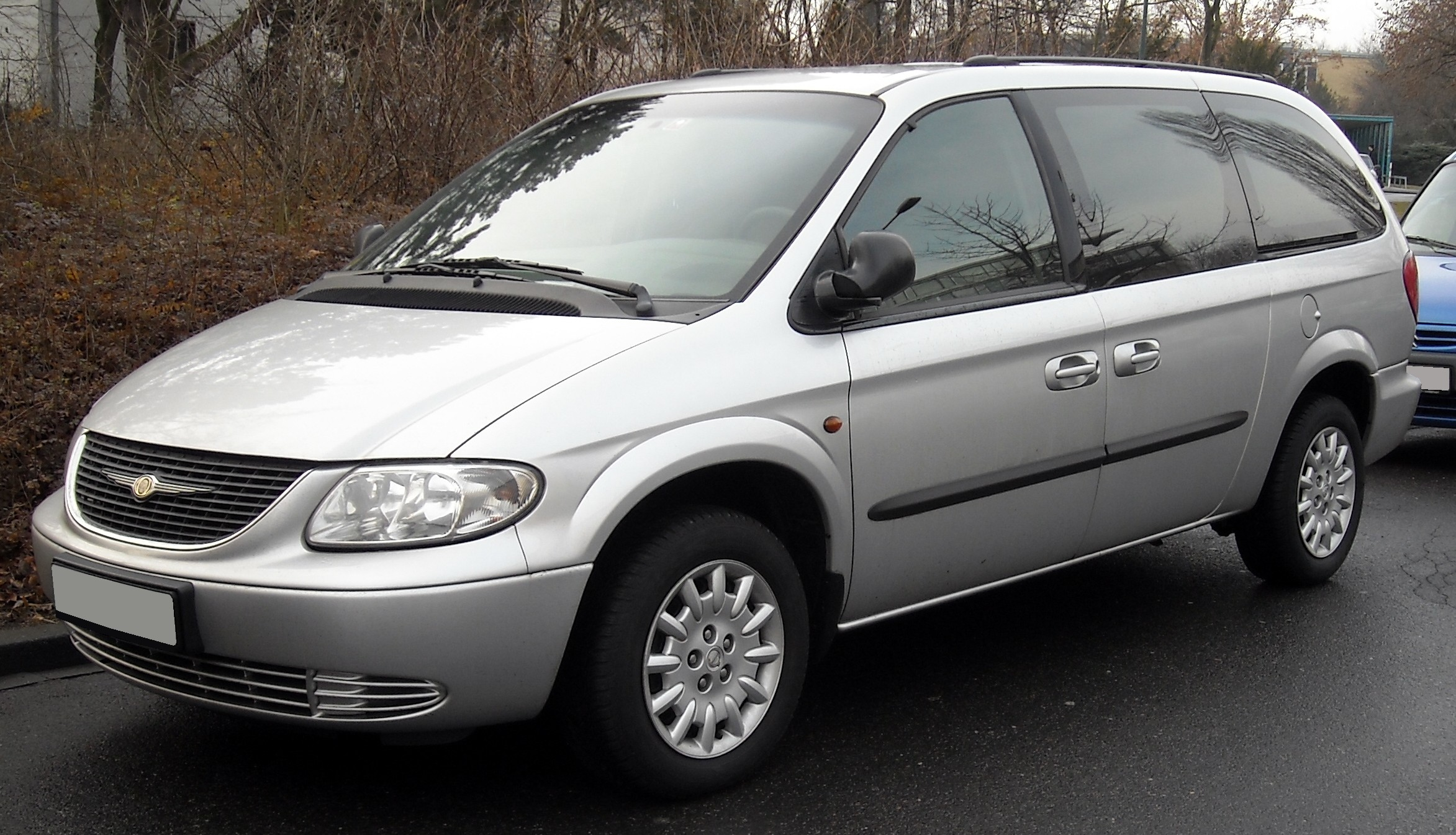
Chrysler Voyager

A Voyager az amerikai Chrysler cégcsoport buszlimuzinja (minivan), amelyet Plymouth Voyager (2000-ig) és Dodge Caravan néven is forgalmaztak.

## Generációk

### Az első
Az első generáció 1984-ben debütált Plymouth Grand Voyager, illetve Dodge Caravan néven. A kocsit első- és összkerékhajtással, valamint 2,2-3,3 literes benzinmotorokkal szerelték. 

### A második
1991-ben érkezett a második nemzedék 2,5-3,8 benzinesekkel és egy 2,5 literes dízellel.

### A harmadik
1996-től gyártották a harmadik generációt, 2,4-3,8 és 2,5 literes dízel motorral. 2001-től a Dodge típusnevet a Chrysleré váltotta fel.

### A negyedik
A negyedik generáció orrába 2,4-3,8 literes benzin-, és 2,8 literes common rail dízelmotorokat építettek. A kifutó modellek gyártását Ausztriába, a Magna-Steyr cég üzemébe helyezték át, 2007-ben.

### Az ötödik
Az ötödik Voyager 2008-tól kapható 3,8 literes V6-ossal és 2,8 literes dízellel, praktikus variálhatóságot lehetővé tevő Stow 'n Go rendszerrel.